# Овсово (Ленинградская область)
Овсово (до 1948 — Няатяля, фин. Näätälä) — посёлок в Гончаровском сельском поселении Выборгского района Ленинградской области.

## Название
Постановлением общего собрания колхозников колхоза «Гвардеец» зимой 1948 года деревне Няатяля было присвоено новое название — Лесная. Спустя несколько месяцев название было изменено на Овсово.
Переименование было закреплено указом Президиума ВС РСФСР от 13 января 1949 года.

## История

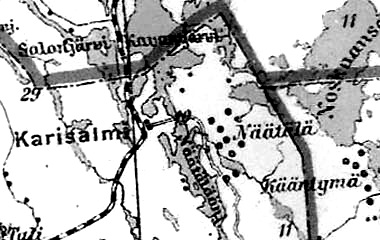
Деревня Няатяля на финской карте 1923 года

До 1939 года деревня Няатяля входила в состав Выборгского сельского округа Выборгской губернии Финляндской республики.
С 1 января 1940 года по 31 октября 1944 года — в составе Карело-Финской ССР.
С 1 августа 1941 года по 31 июля 1944 года — финская оккупация.
С 1 ноября 1944 года — в составе Кяхярского сельсовета Выборгского района.
С 1 октября 1948 года — в составе Гончаровского сельсовета.
С 1 января 1949 года учитывается административными данными как деревня Овсово.
С 1 июня 1954 года — в составе Гвардейского сельсовета.
В 1958 году население деревни составляло 209 человек.
Согласно данным 1966, 1973 и 1990 годов посёлок Овсово входил в состав Гвардейского сельсовета.
В 1997 году в посёлке Овсово Гвардейской волости проживали 74 человека, в 2002 году — 72 человека (русские — 99 %).
В 2007 году в посёлке Овсово Гончаровского СП проживали 75 человек, в 2010 году — 78 человек.

## География
Посёлок расположен в северо-восточной части района на автодороге 41К-419 (Пальцево — Гвардейское).
Расстояние до административного центра поселения — 13 км. 
Расстояние до ближайшей железнодорожной платформы Гвардейское — 2 км. 
Посёлок находится на восточных берегах озёр Соколиное и Кунье.

## Демография
| 2007 | 2010 | 2017 | 2021 |
| ---- | ---- | ---- | ---- |
| 75   | ↗78  | ↗79  | ↘60  |

## Улицы
1-й Медвежий переулок, 1-й Соколиный проезд, 2-й Медвежий переулок, 2-й Соколиный проезд, 3-й Медвежий проезд, Братская, Гвардейский проезд, Гвардейский переулок, Дружный проезд, Журавлиная, Камышовая, Красных Партизан, Медвежья, Народная, Озёрная, Рябиновый переулок, Сибирская, Стрелковый проезд, Танковая, Тихий проезд, Урожайная, Центральная .